# Loonee Tunes!
Loonee Tunes! – drugi album brytyjskiego zespołu ska Bad Manners. Ukazał się na rynku w 1980 roku nakładem Magnet Records. Nagrany został w  Pye Studios w Londynie. Producentem albumu był Roger Lomas. Album zajął 36 pozycję na brytyjskiej liście przebojów.

## Spis utworów
1. "Echo 4-2" (L. Johnson) 2:43
2. "Just a Feeling" 3:13
3. "El Pussycat" (Roland Alphonso) 2:30
4. "Doris" 2:48
5. "Spy-I" 4:05
6. "Tequila" (The Champs) 2:12
7. "Lorraine" 3:15
8. "Echo Gone Wrong" 4:21
9. "Suicide" 3:04
10. "The Undersea Adventures of Ivor The Engine" 2:25
11. "Back in '60" 2:34
12. "Just Pretendin'" 3:05

## Single z albumu
- "Lorraine" (grudzień 1980) UK # 21
- "Just a Feeling" (marzec 1981) UK # 13

## Muzycy
- Buster Bloodvessel – wokal
- Louis Alphonso – gitara
- David Farren – bas
- Brian Tuitt – perkusja
- Martin Stewart – klawisze
- Chris Kane - saksofon
- Andrew Marson - saksofon
- Paul "Gus" Hyman - trąbka
- Winston Bazoomies - harmonijka ustna